# Dick Jol

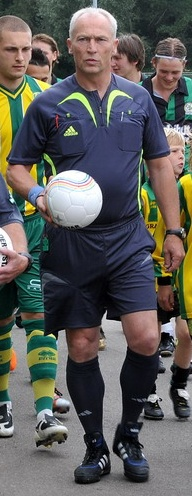

Dick Jol (n. 29 de marzo de 1956, Scheveningen, Holanda Meridional). Es un árbitro de fútbol profesional retirado, conocido por supervisar tres partidos de la Eurocopa del año 2000. También fue árbitro en la Copa Mundial de Clubes de la FIFA, celebrada en el año 2000. Incluso fue el juez de la final entre el Corinthians y al Vasco da Gama, que acabó con triunfo del primero.
También fue el árbitro de la final de la Liga de Campeones entre el Bayern Munich y el Valencia, celebrada en el Giuseppe Meazza el 23 de mayo de 2001, en el que Jol en el minuto 51, cuando iba ganando el Valencia 0-1, señaló un inexistente penalty al jugador del Valencia Amadeo Carboni por una mano producto de una falta previa del jugador del Bayern Carsten Jancker. La citada final la terminó ganando el club alemán tras la prórroga a la que se llegó con ese empate a 1, y los lanzamientos de penalty.
Como curiosidad, antes de ser árbitro fue jugador del NEC Nijmegen, antes de pasar a Bélgica, donde fue jugador de varios clubes, como el Menen, Berchem Sport y el KV Kortrijk.
- Datos: Q386448